# Zdeněk Sklenář
Zdeněk Sklenář (15. dubna 1910 Leština (okres Šumperk) – 19. dubna 1986 Praha) byl český malíř, grafik a ilustrátor.

## Život
Byl nejstarší ze tří synů učitele Jana Sklenáře a jeho manželky Boženy, rozené Hájkové. Leština, kde se narodil, byla prvním učitelským místem jeho otce. Středoškolská studia začal Zdeněk Sklenář na gymnáziu v Zábřehu, po roce přestoupil pro neshody s učitelem kreslení na reálku v Šumperku; tu v roce 1929 úspěšně ukončil.
Po maturitě studoval na Umělecko-průmyslové škole v Praze u profesora Arnošta Hofbauera. Studium, které přerušil v letech 1935–1937 pro nástup na vojenskou základní službu, dokončil u prof. Zdeňka Kratochvíla roku 1939 s vyznamenáním.
Po ukončení studií si otevřel první ateliér v Ostrovní ulici, v té době žil z podpory svého otce. Jeho ilustrace k románu Bubu z Monparnassu nakladatel Antonín Dědourek nevydal. V roce 1940 přemístil svůj ateliér na Smetanovo nábřeží.
Roku 1943 byl totálně nasazen. V roce 1944 zařadilo protektorátní ministerstvo vnitra Zdeňka Sklenáře, spolu s mnoha dalšími, na seznam českého tzv. zvrhlého umění (Entartete Art) ve skupině zvrhlí malíři – hlavní pracovní činnost.
Po druhé světové válce byl asistentem na UMPRUM, z této školy byl 1. února 1950 propuštěn spolu s Františkem Tichým, se kterým se zastal Emila Filly a jeho surrealistického smýšlení. 
Tříměsíční pobyt v Číně (1955, hlavní grafik putovní výstavy o československé kultuře) ovlivnil významně jeho další tvorbu. 
Na UMPRUM se vrátil v roce 1968, nejprve jako asistent, téhož roku zde byl jmenován profesorem. Poté, co zemřel Jiří Trnka a do důchdu odešel Karel Svolinský, stal se na této škole vedoucím jejich sloučených ateliérů (ateliér ilustrace a užité grafiky). Pedagogickou činnost ukončil osm let po svém návratu na školu.
V roce 1980, ovlivněn taoistickými mistry, přestal malovat a šest let se věnoval psaní pamětí. Za svého učitele pokory považoval čínského filozofa Lao-c’.

### Rodinný život
Na Silvestra 1943 se Zdeněk Sklenář seznámil v Praze se svou budoucí manželkou Miloslavou, se kterou se po půl roce oženil. Manželé Sklenářovi spolu prožili přes 40 let.
Synovec Zdeněk Sklenář mladší vede uměleckou galerii.

### Přátelé Zdeňka Sklenáře
Na řadu svých přátel, mezi které patřili zejména významní výtvarní umělci dané doby, vzpomínal Zdeněk Sklenář ve své memoárové knize.  Mezi nejbližší patřili zejména jeho spolužáci z Umělecko–průmyslové školy Jiří Trnka a Vojmír Vokolek. Dalšími osobnostmi, se kterými se během studia spřátelil, byli např. Antonín Strnadel či dnes méně známý František Ketzek (1906–1978).

### Členství ve výtvarných spolcích
V letech 1935–1938 byl členem Skupiny surrealistů v ČSR.
Od roku 1943 byl členem Spolku výtvarných umělců Mánes.

## Dílo
Jako grafik byl ovlivněn Janem Zrzavým a Amedeo Modiglianim, později zejména surrealismem, na jeho tvorbu měla velký vliv jeho cesta do Číny v roce 1955 a seznámení s čínskou kaligrafií. Písmo se pak často objevuje v jeho grafikách. Inspirovalo ho též dílo Giuseppe Arcimbolda, se kterým se seznámil v letech 1957 a 1958 ve Vídni a k jehož znovuobjevení významně přispěl. Podle slov historika umění a umělcova přítele Josefa Sůvy tvořil jednotlivá díla dlouho, k některým se vracel i po letech, aby je dokončil. Jeho dílo je kvalitativně vyrovnané proto, že nikdy nepustil z ruky slabší obraz. Byl vynikající kreslíř a snad nejlépe z našich umělců uměl zacházet s barvou.
Sklenář významně ovlivnil celou generaci svých žáků, k nimž patřili například Ladislav Kuklík, Karel Demel nebo Eva Hašková.

### Knižní ilustrace a obálky
Po 2. světové válce a v 50. letech 20. století byl autorem obálek a grafické úpravy publikací (např. Michail Zoščenko: Navrácené mládí; Praha, vydavatelství Cíl, 1946)
Mezi nejvýznamnější ilustrace Zdeňka Sklenáře patří:
- Karel Jaromír Erben: Kytice z pověstí národních (Třebechovice pod Orebem, Ant. Dědourek, 1942)
- Zpěvy staré Číny (překlad B. Mathesius, Praha, Odeon, 1967; Československý spisovatel, 1988; Argo, 2017)
- Pocta Arcimboldovi (5 litografií na ručním papíru, 300 číslovaných výtisků; Mladá fronta, Praha, 1969)
- Příběhy Odysseovy (Praha, Albatros, 1969)
- Eduard Petiška: Staré řecké báje a pověsti (Praha, Albatros, 1969, 1986)
- Opičí král: jak slavný český malíř a Opičí král společně porazili všechny démony (autor Zdeněk Sklenář; Praha, Kancelář generálního komisaře účasti České republiky na Všeobecné světové výstavě Expo, 2010)
- Wu Čcheng-en: Opičí král (upravil Jan Jiráň; Praha, Albatros/Galerie Zdeněk Sklenář, 2016

Knižní obálky (výběr):
- Olga Barényi Píseň lásky (Praha, Českomoravský Kompas, 1942)
- Olga Barényi (Praha, Českomoravský Kompas, 1943)

### Obrazy
Vedle množství ilustrací, knižních obálek atd. vytvořil například obrazy:
- Baletka, 1935
- Herečka, 1939
- Ladožské jezero, 1942
- Akt, 1943
- Park v noci, 1943
- Válka, 1943
- Někde na Žluté řece, 1955–56
- Čínské hory, 1956
- Římské versálky, 1958
- Archaický čínský znak, 1960

### Divadlo
- Bratři Mrštíkové: Maryša (návrh scény a kostýmů, Národní divadlo 1943)[10][pozn. 3]
- Heinrich von Kleist: Rozbitý džbán (Národní divadlo, 1944)[11]

### Poštovní známky
Zdeněk Sklenář byl autorem osmi emisí československých poštovních známek včetně obálek prvního dne.

### Paměti
Paměti Zdeňka Sklenáře vyšly pod titulem Vzpomínání (2010, Galerie Zdeněk Sklenář, doslov Jiří Šetlík, ISBN 978-80-904315-9-1)

## Výstavy (výběr)
- 1940 – Divadlo D 40 – první výstava Zdeňka Slenáře, vystaveny byly ilustrace k nevydané povídce Charlese Louise Philippa Bubu z Montparnassu[13]
- 1940 – Mansarda Melantricha – první veřejná prezentace obrazu Zdeňka Sklenáře (Nábřeží k ránu), spolu s dalšími mladými umělci[14]
- 1946 – Topičův salon[15]
- 2009 – Zdeněk Sklenář – Zpěvy staré Číny (Praha, 2009)[16]
- 2010 – Deset tisíc věcí – deset tisíc let (vystava maleb ke stému výročí narození, Praha, galerie U Zvonu)[6]
- 2017 – Zdeněk Sklenář – Staré řecké báje a pověsti (Litomyšl)[17]

## Ocenění (výběr)
- 1967 – výroční cena nakladatelství Odeon za ilustrace ke Zpěvům staré Číny[18]
- 1973 – Zasloužilý umělec

## Zajímavost
Když Václav Havel po zvolení presidentem republiky nechal upravit svou kancelář na Pražském hradě a v Lánech obrazy českých autorů, blízkých jeho cítění, bylo mezi nimi i dílo Zdeňka Sklenáře.